# Anton Brugger (Politiker)
Anton Brugger (* 2. November 1912 in Schlaiten, Tirol; † 30. Oktober 1999 in Innsbruck, Tirol) war ein österreichischer Politiker (ÖVP).

## Leben
Anton Brugger, der im Osttiroler Schlaiten aufwuchs, besuchte auch hier die einjährige Volksschule. Es folgte die Bürger- und Mittelschule in Lienz sowie das Gymnasium der Franziskaner in Hall in Tirol, an welchem Brugger auch maturierte. Brugger studierte Rechts- und Staatswissenschaften an den Universitäten Innsbruck und Wien. Von 1936 bis 1972 war Mitglied der katholischen Studentenverbindung AV Austria Innsbruck im ÖCV. 1938 legte er seine Promotion ab. Danach war er kurzzeitig Richter von Beruf.
In der Ersten Republik war Brugger Mitglied der Vaterländischen Front. Er beantragte am 26. Mai 1939 die Aufnahme in die NSDAP und wurde zum 1. Januar 1940 aufgenommen (Mitgliedsnummer 7.894.167). Während des Zweiten Weltkriegs war Brugger fünf Jahre lang Sanitätssoldat in der Wehrmacht.
Nach dem Krieg war Brugger ein Gründungsmitglied der Tiroler ÖVP. 1946 wurde er Direktor des Tiroler Bauernbundes, dessen Leitung er bis 1976 innehatte. Im selben Zeitraum war er Chefredakteur der Tiroler Bauernzeitung.
Am 18. Mai 1954 zog als Tiroler Delegierter in den Bundesrat in Wien ein. Diesem gehörte Brugger zunächst nur acht Tage lang, bis zum 26. Mai 1954, an. Während dieser Zeit saß er der Länderkammer auch als Bundesratspräsident vor. Nach elfjähriger Unterbrechung zog Brugger im November 1965 erneut als Mitglied in den Bundesrat ein. Dieses Mal war er jedoch fünf Jahre, bis Oktober 1970, Bundesrat. In der zweiten Jahreshälfte 1967 bekleidete Brugger erneut das Amt des Bundesratspräsidenten.

## Auszeichnungen
- Ehrenzeichen des Landes Tirol